# Bastberg
Le Bastberg (en français mont Saint-Sébastien, en alsacien Bàschbarri [b̥ɒʃb̥aʁi]), aussi appelé Petit-Bastberg, est un sommet situé non loin du parc naturel régional des Vosges du Nord, sur la commune de Bouxwiller. Il culmine à 326 mètres. Constitué de deux éléments, le Bastberg abrite une faune et une flore typique du fait de son origine géologique et de son orientation. L'écosystème est fragile du fait des intrusions humaines et naturelles, et fait l'objet de mesures de conservation depuis 1989.

## Géographie

### Situation, topographie
La colline du Bastberg culmine à une altitude de 326 m. Non loin, entre le Bastberg et Bouxwiller, se trouve la colline du Galgenberg (en français « mont de la Potence »). Bien que ce sommet ne culmine qu'à 321 m d'altitude, son autre nom est Grand-Bastberg.

### Géologie
Le sol du Bastberg est constitué des roches calcaires. Sa structure est un synclinal en synforme. Les couches les plus récentes se superposent sur les plus anciennes. Mais par le plissement de la structure et par l'érosion, les plus anciennes couches géologiques affleurent à son sommet.

### Faune et flore
La végétation est rase et la colline a une flore et une faune remarquables. On y trouve des orchidées comme l'Ophrys bourdon et l'Orchis bouc et des insectes comme le Machaon et la Mante religieuse.

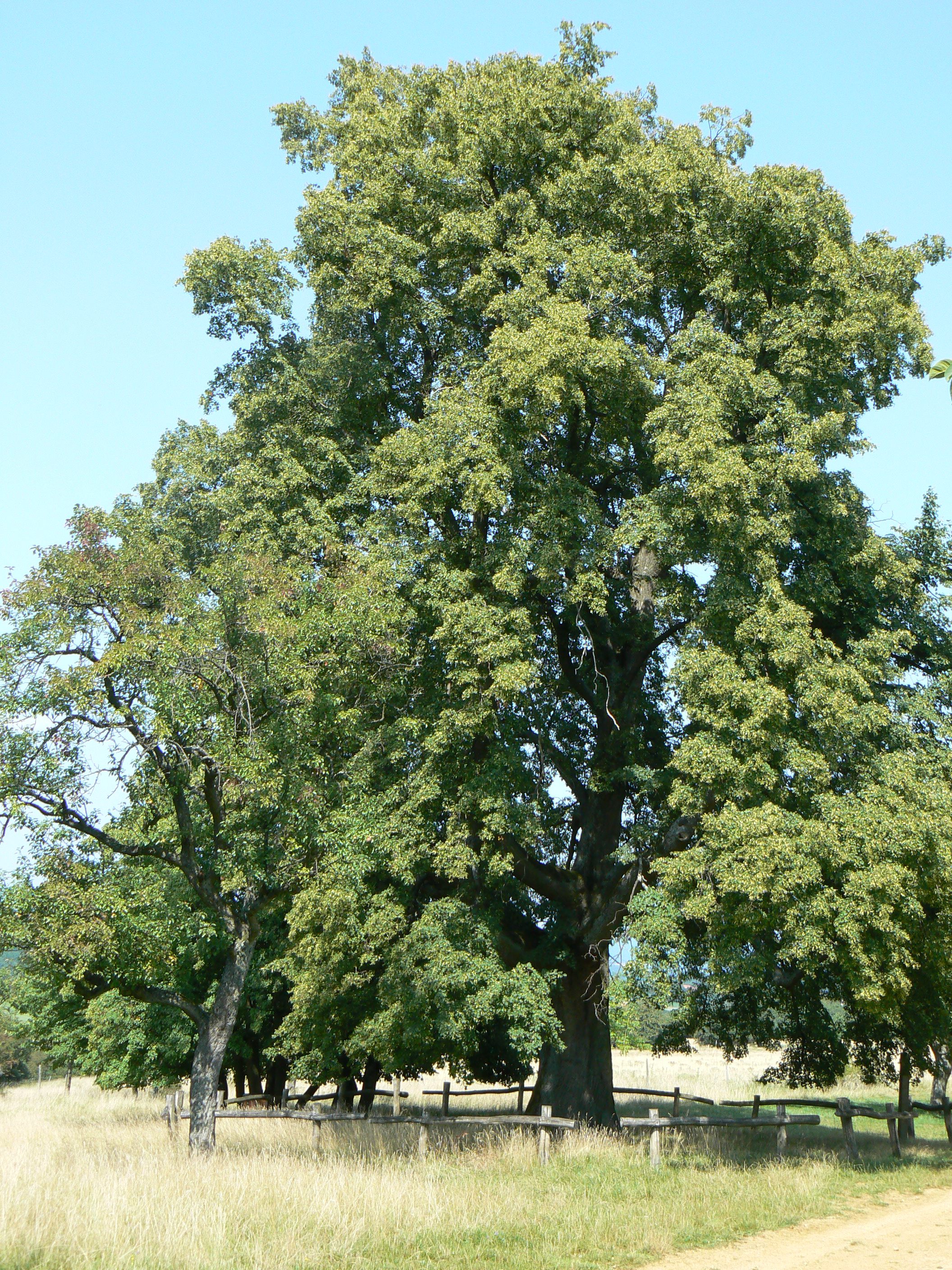
Le tilleul, dit de Goethe.
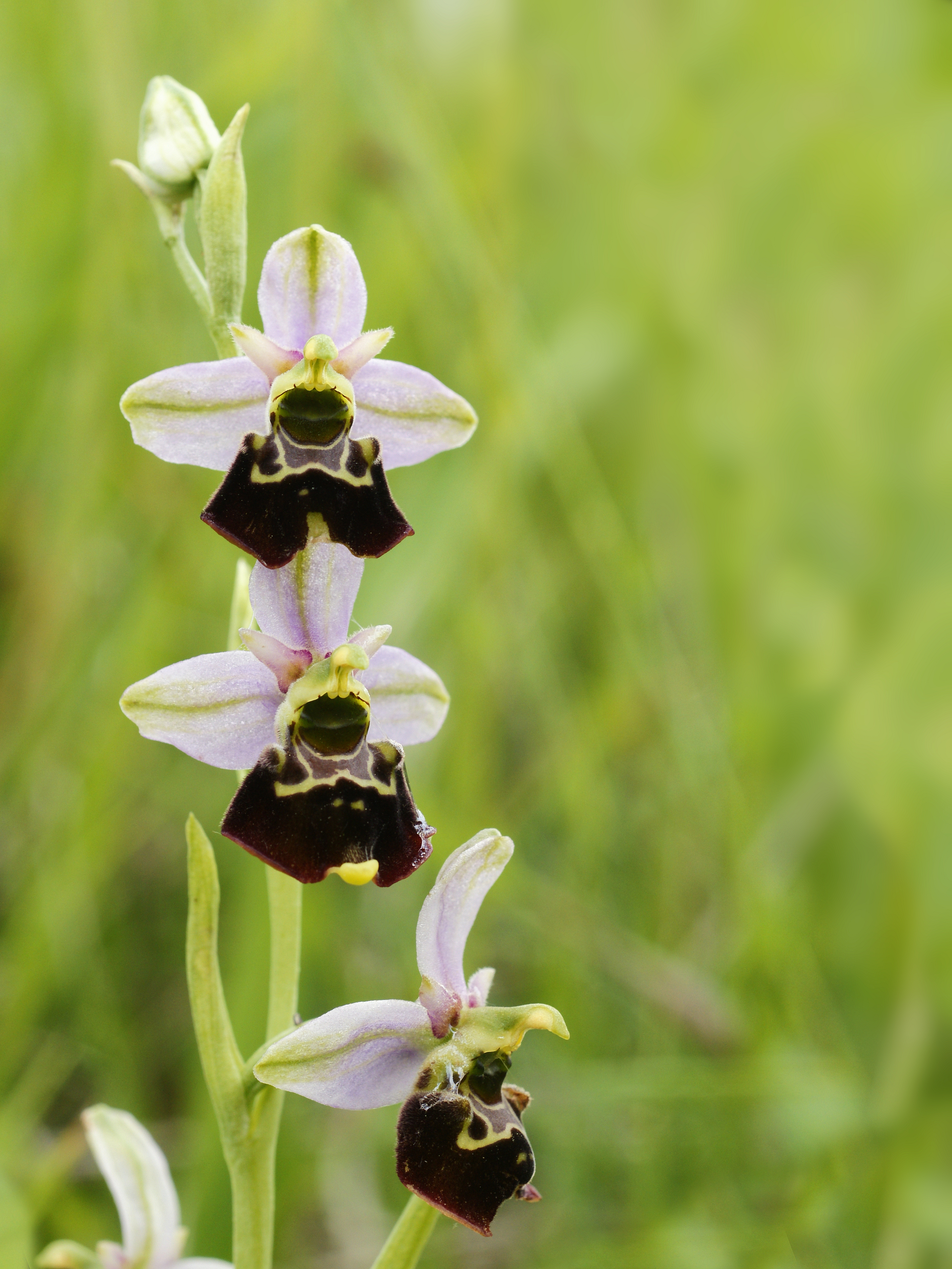
Ophrys bourdon.
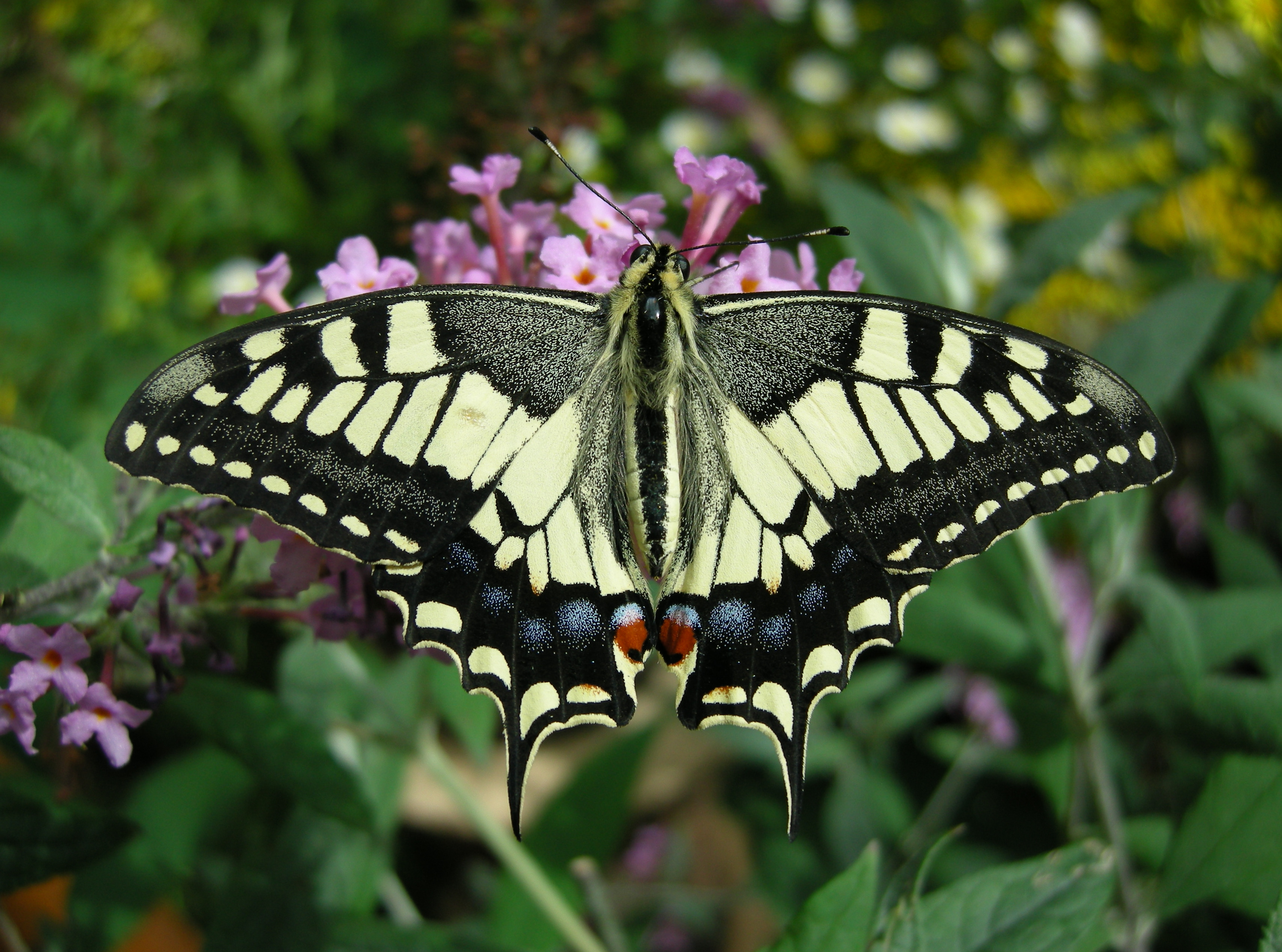
Machaon.
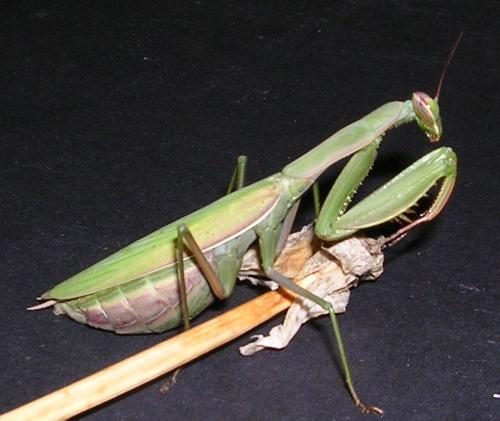
Mante religieuse.

## Activités

### Protection environnementale
Depuis le 1er décembre 1989, une partie du site est devenue réserve naturelle volontaire protégée sur 6,45 hectares. Elle est gérée par le Conservatoire des sites alsaciens et fait l'objet de mesures tendant à perpétuer cet écosystème. En date du 16 mars 2012 cette zone a été classée réserve naturelle régionale (transformation du statut de RNVA en RNR) par délibérations du Conseil régional d'Alsace.
Le site du Bastberg est classé par la DGAC et a été répertorié sur les cartes aéronautiques 8380-a-LF (aéromodélisme). Il est donc connu des avions et des hélicoptères militaires et civils : zone 8020 actuellement.

### Site d'observations astronomiques
Cette colline est le lieu privilégié d'observations astronomiques depuis de nombreuses années, essentiellement en période estivale (juillet - août), pour les manifestations de « Ciel d'Alsace » et des « Nuits des étoiles ».
Ces manifestations étaient faites par le club Némésis de Saverne en partenariat avec d'autres clubs (Artémis de Strasbourg, Astro Junior de Hœnheim) et associations, depuis bien des années avant l'an 2000 ; comme pour la grande manifestation de l'éclipse solaire de 1999 qui fut presque complètement inobservée, le ciel couvert de nuages de pluie…
Depuis 2006, c'est le club Hanau Astronomie qui les organise.

## Légendes
Selon les traditions locales, le Bastberg était un lieu de sabbat pour les sorciers de la région.